# Open di Francia 1984
L'Open di Francia 1984, l'83ª edizione degli Open di Francia di tennis, si è svolto sui campi in terra rossa dello Stade Roland Garros di Parigi, Francia, dal 28 maggio al 10 giugno 1984.
Il singolare maschile è stato vinto dal ceco Ivan Lendl, che si è imposto sullo statunitense John McEnroe in cinque set col punteggio di 3–6, 2–6, 6–4, 7–5, 7–5. La partita è durata 5 ore e 10 minuti risultando il match più lungo nella storia degli slam fino a quel momento. Il singolare femminile è stato vinto dalla statunitense Martina Navrátilová, che ha battuto la connazionale Chris Evert. Nel doppio maschile si sono imposti Henri Leconte e Yannick Noah. Nel doppio femminile hanno trionfato Martina Navrátilová e Pam Shriver. Nel doppio misto la vittoria è andata a Anne Smith in coppia con Dick Stockton.

## Seniors

### Singolare maschile
Ivan Lendl ha battuto in finale  John McEnroe con il punteggio di 3–6, 2–6, 6–4, 7–5, 7–5.

### Singolare femminile
Martina Navrátilová ha battuto in finale  Chris Evert con il punteggio di 6–3, 6–1.

### Doppio maschile
Henri Leconte /  Yannick Noah hanno battuto in finale  Pavel Složil /  Tomáš Šmíd con il punteggio di 6–4, 2–6, 3–6, 6–3, 6–2.

### Doppio femminile
Martina Navrátilová /  Pam Shriver hanno battuto in finale  Claudia Kohde Kilsch /  Hana Mandlíková con il punteggio di 5–7, 6–3, 6–2.

### Doppio misto
Anne Smith /  Dick Stockton hanno battuto in finale  Anne Minter /  Laurie Warder con il punteggio di 6–2, 6–4.